# Molí fariner la Mola de Bellera
El Molí fariner la Mola de Bellera és una obra de Rialp (Pallars Sobirà) protegida com a Bé Cultural d'Interès Local.

## Descripció
La mola de Bellera és un molí situat en el centre històric del nucli de Rialp. Consta de planta baixa, dos pisos i sobrecoberta. A la planta baixa és on es duia a terme l'activitat fariner és on hi ha la maquinària i elements mobles. A la primera planta hi ha un parell de dependències lligades a l'activitat. La segona planta acollia l'habitatge del moliner.
Es conserva tota la maquinària del molí que va funcionar fins a principis dels anys 70 en la seva ubicació original. Hi ha les pedres de moldre, probablement provinents de França, la grua per aixecar les pedres, la guança per contenir el blat damunt de les moles per tal que vagi caient al moldre. Hi ha tota una sèrie de canals i distribuïdors de la farina.
Els principals valors del molí és la maquinària de l'interior. Dos elements que li donen valor al conjunt són la séquia (el boteral) que aportava l'aigua per fer funcionar el molí i les restes de muralla properes.

## Història
La mola de Bellera és un molí situat en el centre històric del nucli de Rialp. Consta de planta baixa, dos pisos i sobrecoberta. A la planta baixa és on es duia a terme l'activitat fariner és on hi ha la maquinària i elements mobles. A la primera planta hi ha un parell de dependències lligades a l'activitat. La segona planta acollia l'habitatge del moliner.
Es conserva tota la maquinària del molí que va funcionar fins a principis dels anys 70 en la seva ubicació original. Hi ha les pedres de moldre, probablement provinents de França, la grua per aixecar les pedres, la guança per contenir el blat damunt de les moles per tal que vagi caient al moldre. Hi ha tota una sèrie de canals i distribuïdors de la farina.
Els principals valors del molí és la maquinària de l'interior. Dos elements que li donen valor al conjunt són la séquia (el boteral) que aportava l'aigua per fer funcionar el molí i les restes de muralla properes.